# Emma Tillman
Emma Fanchon Faust Tillman (Gibsonville (North Carolina), 22 november 1892 – East Hartford (Connecticut), 28 januari 2007) was een Afro-Amerikaanse vrouw die van 24 januari 2007 tot aan haar overlijden slechts vier dagen later de oudste persoon ter wereld was. Zij volgde daarmee de 115-jarige Puerto Ricaanse man Emiliano Mercado del Toro op.
Ze was een dochter van voormalige slaven en kwam ter wereld op een plantage in de oostelijke staat North Carolina. Afgezien van haar hadden haar ouders nog 22 kinderen, van wie behalve Emma nog vier anderen ouder werden dan honderd jaar. 
Emma Tillman overleed op 114-jarige leeftijd in een verzorgingstehuis in Connecticut. Tillman kon het tot aan haar dood zonder bril stellen en had zich nooit ingelaten met drank of rookwaren. Tot haar 110e woonde ze nog zelfstandig. 